# اکبر فلاح
علی‌اکبر فلاح (زادهٔ ۱۳ شهریور ۱۳۴۵) کشتی‌گیر بازنشسته ایرانی و مربی کشتی آزاد کنونی است. فلاح قهرمان کشتی جهان در سال ۱۹۹۳ و نائب قهرمان جهان در سال ۱۹۹۵ است. 
او ملی‌پوش دسته ۶۲ کیلوگرم ایران در المپیک ۱۹۸۸ سئول و دسته ۶۸ کیلوگرم در المپیک ۱۹۹۶ آتلانتا بود که به ترتیب به مقام‌های چهارم و دهم رسید. فلاح پس از بازنشستگی به مربی‌گری پرداخت و سابقهٔ سرمربی‌گری تیم ملی کشتی آزاد جوانان ایران را هم دارد.